# كوفى بيكوى
كوفى بيكوى (بالإنجليزية: Cofie Bekoe)‏ (16 مارس 1988 بأكرا في غانا - ) هو لاعب كرة قدم غاني في مركز الوسط. شارك مع منتخب غانا لكرة القدم. أما مع النوادي، فقد لعب مع ليرس ونادي الاتحاد ونادي بتروجيت ونادي طرابلس وTema Youth F.C. ‏ وKuala Lumpur Football Association ‏.

## روابط خارجية
- كوفى بيكوى على موقع قاعدة بيانات كرة القدم.إي يو (الإنجليزية)
- كوفى بيكوى على موقع ناشيونال فوتبول تيمز (الإنجليزية)
- كوفى بيكوى على موقع Soccerway.com (الإنجليزية)
- كوفى بيكوى على موقع عالم كرة القدم.نت (الإنجليزية)